# Biométrie douce
Les biométries douces (en anglais Soft biometrics), sont les signes que nos sens perçoivent pour nous différencier les uns des autres. Ces signes peuvent être physiques (la couleur des yeux), comportementaux (la démarche), voire vestimentaires (port de lunettes) ; cependant, ils ne permettent généralement pas d’identifier un individu, contrairement aux signes employés dans les biométries classiques (l’iris, le réseau veineux).

## Introduction
On peut attribuer la paternité des biométries douces à Alphonse Bertillon au XIXe siècle.  Il a été le premier à proposer un système d’identification des personnes utilisant la biométrie, i.e. des mesures morphologiques et anthropométriques. Les traits les plus communs qu’il a utilisés dans son système sont la couleur des yeux, des cheveux, de la barbe et de la peau ; la forme et la taille du visage ; des caractéristiques du corps comme la taille et le poids ; et également des marques physiques définitives comme les taches de naissance, les cicatrices et les tatouages. Une grande majorité de ces descripteurs sont à considérer comme des biométries douces.
Plus tard, Jain redéfinit les biométries douces comme un ensemble d’éléments fournissant des informations sur un individu, même si ces dernières restent insuffisantes pour identifier les personnes car instables et incomplètes.

## Les biométries douces
Ci-dessous une liste non exhaustive de biométries dites douces :
- Physiques : couleur de la peau, couleur des yeux, présence d’une barbe, présence d’une moustache, taille et poids ;
- Comportementales : démarche, frappe d’un clavier ;
- Éléments attachés aux personnes : couleur des vêtements, tatouages, accessoires (e.g. bijoux)

Les biométries douces partagent de nombreux avantages avec les biométries classiques mais ont de plus des points positifs spécifiques. Parmi ces avantages, on peut citer que ces biométries ne sont pas intrusives, sont faciles à calculer et compréhensibles par les humains dans la vie de tous les jours. De plus, aucun enrôlement n’est nécessaire, et le consentement ou la coopération du sujet observé n’est pas requis. 

## Voir également
- Biométrie
- Identité :
  - Anthropologie physique
  - Identité numérique
  - Passeport biométrique